# Kalaa Khesba
Kalaa Khesba o Kalâat Khasba o Kalaa Khasba (àrab: القلعة الخصبة, al-Qalʿa al-Ḫasba) és una ciutat de Tunísia, al sud de la governació del Kef, situada uns 50 km al sud de la capital de la governació. Té un jaciment arqueològic proper i compta amb estació de ferrocarril. La població és d'uns 4.000 habitants. Es troba a les muntanyes anomenades Djebel Bou El Haneche. Es troba a uns 700 metres d'altura. És capçalera d'una delegació amb 9.140 habitants al cens del 2004.

## Economia
El turisme hi és molt limitat i l'activitat econòmica principal són l'agricultura, amb cultiu de cereals i fruiters, i la ramaderia de tipus familiar.

## Administració
És el centre de la delegació o mutamadiyya homònima, amb codi geogràfic 23 57 (ISO 3166-2:TN-12), dividida en quatre sectors o imades:
- Kalâat Khasba (23 57 51)
- Hentaïa (23 57 52)
- Sidi Ahmed Essalah (23 57 53)
- En-Nadhour (23 57 54)

Al mateix temps, forma una municipalitat o baladiyya (codi geogràfic 23 18).